# José Manuel Durão Barroso
José Manuel Durão Barroso (Lisboa, 23 de març de 1956) és un polític portuguès que fou Primer Ministre de Portugal entre els anys 2002 i 2004, i entre 2004 i 2014 fou President de la Comissió Europea. Des de 2016 és president no executiu de Goldman Sachs International.

## Biografia
Es va llicenciar en dret a la Universitat de Lisboa, més tard estudià ciències econòmiques i socials a la Universitat de Ginebra (Suïssa). Va ser ajudant de professor a la facultat de dret de Georgetown. Després tornà a Lisboa i es convertí en el director del Departament de Relacions Institucionals de la Universitat Lusíada.
Està casat amb Margarida Sousa Uva i té tres fills: Luís Barroso, Guilherme Barroso i Francisco Barroso.

## Activitat política

### Inicis polítics
Abans de la Revolució dels clavells del 25 d'abril de 1974, essent estudiant va formar part de grups comunistes i maoistes, s'afilià al Moviment Reorganitzatiu del Partit del Proletariat (MRPP) (actualment Partit Comunista dels Treballadors Portuguesos / Moviment Reorganitzatiu del Partit del Proletariat (PCTP/MRPP)). Però el desembre de 1980 s'afilià al Partit Popular Democràtic (PPD) (més tard Partit Popular Democràtic - Partit Socialdemòcrata (PPD-PSD)).
Durant el govern d'Aníbal Cavaco Silva (1985-1995) va ser, successivament, Subsecretari d'Estat al Ministeri de l'Interior (1985-1987), Secretari d'Estat d'Assumptes Exteriors (1987-1992) i Ministre d'Assumptes Exteriors (1992-1995). El 28 d'octubre de 1995 va ser elegit diputat al Parlament. El 1999 va ser elegit President del PSD, i va passar a ser cap de l'oposició (1999-2002).

### Primer Ministre

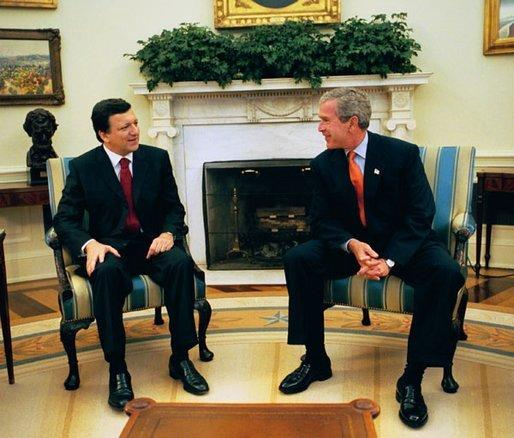
Barroso i George W. Bush l'any 2003

En les eleccions legislatives portugueses del 17 de març de 2002, Barroso es presentà com a candidat a Primer Ministre pel PSD, el seu rival més proper era el socialista Eduardo Ferro Rodrigues. El PSD obtingué 105 escons (40,20% i 2.200.765 vots), mentre que els socialistes obtingueren 96 escons (37,80% i 2.068.584 vots). Barroso arribà al poder el 6 d'abril amb una coalició amb el Centre Democràtic Social / Partit Popular (CDS/PP).
Va ser nomenat Primer Ministre de Portugal el 6 d'abril de 2002 succeint al socialista António Guterres. La seva política es va veure marcada pel conservadorisme econòmic i el suport a la Guerra de l'Iraq, oposant-se així a l'opinió majoritària del seu país. El 2003 es reuní a les Açores juntament amb Tony Blair, José María Aznar López i George W. Bush. L'any següent fou elegit President de la Comissió Europea i, per tant, no podia continuar sent Primer Ministre de Portugal, deixà com a successor al número dos del seu partit Pedro Santana Lopes, cosa que causà crispació entre la coalició governamental.

### President de la Comissió Europea

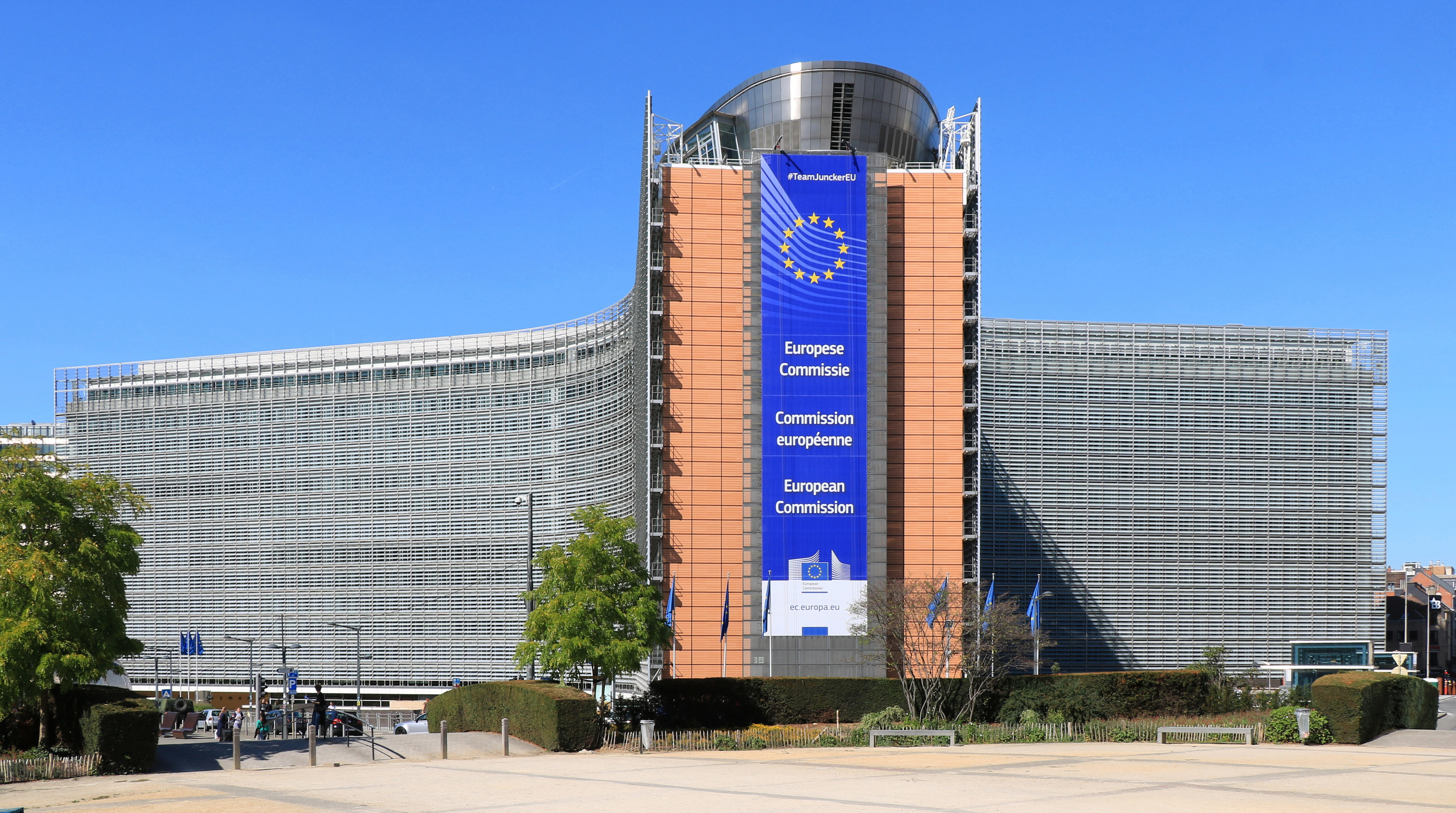
La Comissió Europea a Brussel·les

Barroso fou elegit President de la Comissió Europea pel Consell Europeu després de les eleccions al Parlament Europeu de 2009 (413 vots a favor, 251 en contra i 44 en blanc), en substitució de Romano Prodi. Ascendí al seu càrrec el 22 de novembre de 2004, durant el qual l'1 de gener de 2007 Bulgària i Romania es van convertir en nous estats membres de la Unió Europea,
Fou reelegit per a un segon mandat després de les eleccions al Parlament Europeu de 2009 amb el suport (382 vots a favor, 219 en contra i 117 en blanc) del Partit Popular Europeu (PPE) (el més nombrós, amb 265 escons) i la majoria dels liberals (ALDE) (84), però la seva àmplia majoria es deu, sobretot, al suport del nou grup Aliança de Conservadors i Reformistes Europeus (ACRE) (54) i als Partit Socialista de Portugal (PS) (una trentena). Va prendre possessió de nou del càrrec el 9 de febrer del 2010 i el deixà el 31 d'octubre de 2014.